# Francesco Signori
Francesco Signori (Milano, 26 ottobre 1988) è un ex calciatore italiano, di ruolo centrocampista.

## Caratteristiche tecniche
Giocava prevalentemente come mediano ma essendo duttile tatticamente, poteva essere impiegato anche come centrale di centrocampo.

## Carriera

### Club
Cresciuto nelle giovanile del Montichiari, esordisce nella stagione 2006-2007 in prima squadra, giocando 8 presenze e segnando un gol in Serie C2.
Nella stagione seguente viene ingaggiato dalla Sampdoria, che lo fa giocare nella formazione Primavera, dove con Andrea Poli forma il centrocampo che vince il Campionato Primavera e la Coppa Italia Primavera.
Nella stagione 2008-2009 passa in prestito al Foligno in Lega Pro Prima Divisione, dove gioca 23 partite segnando 3 gol.
L'anno seguente approda in Serie B al Vicenza, dove totalizza 25 presenze prima di infortunarsi gravemente al crociato posteriore destro.
Nella stagione 2010-2011 è sempre in prestito in Serie B, questa volta però al Modena, dove gioca 35 partite condite da 3 gol.
Nell'estate 2011 ritorna alla Sampdoria, neo retrocessa in Serie B, per disputare la stagione 2011-2012.
A causa dello scarso utilizzo utilizzo il 3 gennaio 2012 Francesco decide di ritornare in prestito con diritto di opzione sulla compartecipazione al Modena; con i canarini gioca 17 partite mettendo a segno un gol, ma nel giugno non viene fatta valere l'opzione da parte della squadra giallo-blu.
Il 1º luglio 2012 ritorna alla Samp per fine prestito, ma il 26 luglio 2012 viene nuovamente ceduto al Modena, questa volta con la formula del prestito con diritto di riscatto e controriscatto a favore della Samp.
Il 19 giugno 2013 viene ufficializzato l'esercizio del riscatto della metà del cartellino da parte della società emiliana
Il 20 giugno 2014 la Sampdoria comunica di aver risolto la compartecipazione a favore del Modena. Il giocatore diventa così totalmente gialloblu.
Il 1º luglio 2015 Signori diventa ufficialmente un giocatore del Novara.
Il 30 gennaio 2016 passa a titolo definitivo al Vicenza.
Il 25 gennaio 2018 passa in prestito fino al termine della stagione alla Ternana, quattro giorni più tardi nella partita d'esordio segna la sua prima rete con la casacca rossoverde firmando il momentaneo 1-1 nella partita casalinga che terminerà poi 2-2 contro la Salernitana. Si ripete il 7 aprile nella vittoria casalinga per 5-1 contro il Cittadella. Al termine della stagione non riesce ad evitare la retrocessione della squadra umbra facendo ritorno a Venezia dopo 3 reti segnate in 14 presenze.
Il 23 agosto 2018 passa a titolo definitivo alla Sambenedettese.

### Nazionale
Il 12 agosto 2009 viene convocato da Pierluigi Casiraghi in Under-21 per la partita Russia-Italia, senza entrare in campo.

## Statistiche

### Presenze e reti nei club
| Stagione         | Squadra          | Campionato       | Campionato | Campionato | Coppe nazionali | Coppe nazionali | Coppe nazionali | Coppe continentali | Coppe continentali | Coppe continentali | Altre coppe | Altre coppe | Altre coppe | Totale | Totale |
| Stagione         | Squadra          | Comp             | Pres       | Reti       | Comp            | Pres            | Reti            | Comp               | Pres               | Reti               | Comp        | Pres        | Reti        | Pres   | Reti   |
| ---------------- | ---------------- | ---------------- | ---------- | ---------- | --------------- | --------------- | --------------- | ------------------ | ------------------ | ------------------ | ----------- | ----------- | ----------- | ------ | ------ |
| 2006-2007        | Montichiari      | C2               | 8          | 1          | CI-C            | 2               | 1               | -                  | -                  | -                  | -           | -           | -           | 10     | 2      |
| 2007-2008        | Sampdoria        | A                | 0          | 0          | CI              | 0               | 0               | -                  | -                  | -                  | -           | -           | -           | 0      | 0      |
| 2008-2009        | Foligno          | 1D               | 21+2       | 3          | CI+CI-LP        | 2+2             | 0               | -                  | -                  | -                  | -           | -           | -           | 27     | 3      |
| 2009-2010        | Vicenza          | B                | 25         | 0          | CI              | 0               | 0               | -                  | -                  | -                  | -           | -           | -           | 25     | 0      |
| 2010-2011        | Modena           | B                | 35         | 3          | CI              | 2               | 1               | -                  | -                  | -                  | -           | -           | -           | 37     | 4      |
| 2011-gen. 2012   | Sampdoria        | B                | 0          | 0          | CI              | 0               | 0               | -                  | -                  | -                  | -           | -           | -           | 0      | 0      |
| Totale Sampdoria | Totale Sampdoria | Totale Sampdoria | 0          | 0          |                 | 0               | 0               |                    | -                  | -                  |             | -           | -           | 0      | 0      |
| gen.-giu. 2012   | Modena           | B                | 17         | 1          | CI              | 0               | 0               | -                  | -                  | -                  | -           | -           | -           | 17     | 1      |
| 2012-2013        | Modena           | B                | 36         | 3          | CI              | 2               | 0               | -                  | -                  | -                  | -           | -           | -           | 38     | 3      |
| 2013-2014        | Modena           | B                | 25+3       | 3+1        | CI              | 1               | 0               | -                  | -                  | -                  | -           | -           | -           | 29     | 4      |
| 2014-2015        | Modena           | B                | 31+2       | 1          | CI              | 1               | 0               | -                  | -                  | -                  | -           | -           | -           | 34     | 1      |
| Totale Modena    | Totale Modena    | Totale Modena    | 144+5      | 11+1       |                 | 6               | 1               |                    | -                  | -                  |             | -           | -           | 155    | 13     |
| 2015-gen. 2016   | Novara           | B                | 14         | 0          | CI              | 2               | 1               | -                  | -                  | -                  | -           | -           | -           | 16     | 1      |
| gen.-giu. 2016   | Vicenza          | B                | 17         | 2          | CI              | 0               | 0               | -                  | -                  | -                  | -           | -           | -           | 17     | 2      |
| 2016-2017        | Vicenza          | B                | 38         | 2          | CI              | 2               | 0               | -                  | -                  | -                  | -           | -           | -           | 40     | 2      |
| Totale Vicenza   | Totale Vicenza   | Totale Vicenza   | 80         | 4          |                 | 2               | 0               |                    | -                  | -                  |             | -           | -           | 82     | 4      |
| 2017-gen. 2018   | Venezia          | B                | 7          | 0          | CI              | 0               | 0               | -                  | -                  | -                  | -           | -           | -           | 7      | 0      |
| gen.-giu. 2018   | Ternana          | B                | 14         | 3          | CI              | 0               | 0               | -                  | -                  | -                  | -           | -           | -           | 14     | 3      |
| 2018-2019        | Sambenedettese   | C                | 34+1       | 2          | CI-C            | 2               | 0               | -                  | -                  | -                  | -           | -           | -           | 37     | 2      |
| Totale carriera  | Totale carriera  | Totale carriera  | 322+8      | 25         |                 | 18              | 3               |                    | -                  | -                  |             | -           | -           | 348    | 28     |

## Palmarès

### Club

#### Competizioni giovanili
- Campionato Primavera: 1

Sampdoria: 2007-2008
- Coppa Italia Primavera: 1

Sampdoria: 2007-2008